# Mitrofanowka (rejon kantiemirowski)
Mitrofanowka (ros. Митрофановка) – wieś (sieło) w Rosji, w obwodzie woroneskim, w rejonie kantiemirowskim. W 2010 liczyła 5395 mieszkańców.